# 月岡雪鼎
月岡 雪鼎（つきおか せってい、享保11年〈1726年〉 - 天明6年12月4日〈1787年1月22日）〉とは、江戸時代中期から後期にかけて活躍した浮世絵師。

## 来歴
姓は源、本姓は木田、名は昌信。俗称を馬淵丹下といい、字を大渓といった。号に、信天翁、月岡山人、露仁斎、錦童、桃漪など。近江国蒲生郡日野大谷村（現在の滋賀県蒲生郡日野町大谷）生まれ。大谷には「月岡山」という小高い丘があり、雪鼎はこの山の名称から「月岡」と号したと伝承がある。現在、この月岡山には雪鼎を顕彰する石碑が建てられている。一方、画号の「雪鼎」の由来は分かっていない。
父・木戸平四郎友貞は医者で、大坂に移住。雪鼎も家業の医者を継ぐも病気がちで断念する。その後、同郷の京狩野派の絵師・高田敬輔門下で、本格的な画法を学んでいたが、西川祐信の影響で「月下擣衣図」（絹本着色）などのような肉筆美人画も描く。現在、確認できる最初の作品は、宝暦3年（1753年）正月刊行の『絵本龍田山』で、宝暦年間に手がけた版本は確認出来るだけで30冊に及ぶ。仁和寺に申し出、明和2年(1765年）6月に法橋位を得る。この頃は大坂江戸堀2丁目に住み、隣人は国学者・江田世恭、大坂の文人サロン・混沌詩社を中心とする詩人や学者と交流を持った。作品も版本は減り、代わりに肉筆画が増えていく。安永7年（1778年）3月に息子・雪斎は法橋、自身は法眼に推免された。法橋位を得た年かまたは翌年から、行年書に9歳または10歳加算するようになる。以後、3幅対や屏風など大画面の作品を手掛けることが多くなり、富裕な人々からの注文が増えたと推測される。1775年、大坂浪華塩町の心斎橋筋に移住。享年77。
長男月岡雪斎、次男月岡雪渓も浮世絵師。門人に蔀関月、岡田玉山、墨江武禅、森周峰、桂宗信などがいる。また一説には月岡芳年は雪鼎の長男で、月岡雪斎の画系を引いているといわれる。

## 作風
作画期は宝暦3年頃から没年の天明6年に到っており、肉筆浮世絵の他、版本の挿絵にも筆をとった。肉筆画の多くは美人図で、賦彩の美しい画品を具えた作品が数多く見られる。雪鼎の描く女性は、色白で鼻筋の通った瓜実顔に切れ長の目が特徴で、京都のものとは異なる独特な写実性のある作品が多い。豊艶な美人の輪郭線に、薄い墨と落ち着いた朱色を併用することで、色白の肌との調和を図っている。また、春画の名手としても知られる。天明の大火の時、焼け跡の中になぜか残った蔵があった。訝しんだ人々がその蔵の中に入ってみると、その持ち主も見覚えのない雪鼎の春画があったという。この逸話が広まり雪鼎の春画は火除になると評判が広がり、値が十倍にもなったという。ただし、美人画や春画ばかりを描いたわけではない。水墨を基調とした人物画には狩野派風、山水画には雪舟風の描法を用い、師の敬輔の影響が看取できる。和漢の古典や故事に取材した作品も散見され、時には雪鼎自ら漢詩や和歌を書き込んでいる。雪鼎が用いた遊印「図不食先哲糟粕」は「先人の真似をしただけの絵は描かない」の意で、雪鼎の絵に対する思想を表している。こうした雪鼎の絵は貴族にも愛好され、その絵の値段は三十金、五十金にもなった。

## 作品

### 肉筆画
| 作品名                           | 技法     | 形状・員数     | 寸法（縦x横cm）  | 所有者                                 | 年代                   | 款記                                                                           | 印章 | 備考 |
| -------------------------------- | -------- | -------------- | ---------------- | -------------------------------------- | ---------------------- | ------------------------------------------------------------------------------ | --- | --- |
| 曽我十郎と虎御前図               | 絹本著色 | 1幅            |                  | 光記念館                               | 1765年（明和2年）      | 「明和二乙酉歳冬十月 信天翁 法橋月岡雪鼎 應需戯筆」                            | 「信天翁法橋」朱文方印・「月岡雪鼎」白文方印                                                                                        | 制作年が確認できる最初の肉筆画。那須ロイヤル美術館（小針コレクション）旧蔵 |
| 枕もつ女                         | 紙本著色 | 1幅            |                  |                                        |                        | 「月岡雪鼎」                                                                   | | 那須ロイヤル美術館（小針コレクション）旧蔵 |
| 男舞                             | 絹本著色 | 1幅            |                  |                                        | 法橋期                 | 「法橋月岡雪鼎」                                                               | 「信天翁」朱文方印・「昌信」白文方印                                                                                                | 那須ロイヤル美術館（小針コレクション）旧蔵 |
| 千代能                           | 絹本著色 | 1幅            |                  |                                        | 法橋期                 | 「法橋月岡雪鼎」                                                               | | 那須ロイヤル美術館（小針コレクション）旧蔵 |
| 白拍子                           | 絹本著色 | 1幅            |                  |                                        |                        | 「信天翁」                                                                     | 「昌信」朱文方印 | 那須ロイヤル美術館（小針コレクション）旧蔵 |
| 武者と比丘尼図                   | 板地著色 |                |                  | 西宮神社                               | 1766年（明和3年）      |                                                                                | | |
| 月次美人風俗図屏風               | 紙本著色 | 六曲一隻       |                  | 尼崎市教育委員会                       | 法橋期                 |                                                                                | | |
| 栗柯亭木端像                     | 絹本著色 |                |                  | 三井記念美術館                         | 法橋期                 |                                                                                | | |
| 唐美人図                         | 絹本著色 | 1幅            | 39.8x59.8        | 奈良県立美術館                         | 1769年（明和6年）      | 「明和己丑夏四月応需 月岡山人木田雪鼎源昌信製」                                | 関防印「色即是空空即是色」朱文楕円印・「法橋雪鼎」朱文方印・「信天翁」白文方印                                                      | |
| 項羽図                           | 板地著色 |                |                  | 西宮神社                               | 1770年（明和7年）      |                                                                                | | |
| 五組五開図                       | 絹本著色 | 全10図         |                  | ボストン美術館                         | 明和年間               |                                                                                | | 春画 |
| 陰陽厭勝図                       | 絹本著色 | 現存10図       |                  | ボストン美術館                         | 安永年間               |                                                                                | | 春画 |
| 四季図巻                         | 著色     | 1巻8図         |                  | ミカエル・フォーニツコレクション       | 安永年間               |                                                                                | | 春画。 |
| 競艶図                           |          | 1巻12図        |                  | 個人                                   | 法橋期                 |                                                                                | | 春画 |
| 山姥と金太郎図                   | 絹本著色 | 1幅            | 92.1x30.2        | 東京国立博物館                         | 法橋期                 |                                                                                | | |
| 騎牛吹笛美人図                   | 絹本著色 |                |                  | 出光美術館                             | 法橋期                 |                                                                                | | 田能村竹田後賛 |
| 秋野官女図                       | 絹本著色 | 1幅            | 86.4x30.0        | 東京国立博物館                         | 法橋期                 | 「法橋月岡雪鼎」                                                               | | |
| 見立牡丹花肖柏                   | 著色     |                |                  | 尼崎市教育委員会                       |                        |                                                                                | | |
| 琴上飛花図                       | 絹本著色 |                |                  | 尼崎市教育委員会                       | 法橋期                 |                                                                                | | |
| しだれ桜三美人図                 | 絹本著色 |                |                  | 鎌倉国宝館                             | 法橋期                 |                                                                                | | |
| 梅と桜二美人図                   | 絹本著色 | 双幅           |                  | 山口県立美術館                         | 法橋期                 |                                                                                | | |
| 正月羽根突き美人図               | 絹本著色 |                |                  | シカゴ美術館                           | 法橋期                 |                                                                                | | |
| 柳下美人図                       | 絹本著色 |                |                  | 萬野美術館旧蔵                         | 法橋期                 |                                                                                | | |
| 鯉図(右幅・左幅)                 | 紙本墨画 | 双幅           | 約128×53.8       | ミネアポリス美術館                     | 1777年（安永6年）      | 「安永丁酉冬十月 法橋月岡雪鼎」                                                | | |
| 霊昭女図                         | 絹本淡彩 | 1幅            | 100.0x38.9       | 尼崎市教育委員会                       | 1777年（安永6年）      | 「白描加淡彩 安永丁酉冬十二月 法橋月岡雪鼎製」                                 | 関防印「色則是空 空則是色」朱文楕円印・「信天翁」朱文方印・「昌信」白文方印                                                         | |
| Puppeteer and shamisen player    | 絹本著色 | 1幅            | 93x34.8          | フリーア美術館                         | 1778年（安永7年）      | 「法眼月岡雪鼎画 時年六十有三」                                                | | |
| 雨乞小町図                       | 絹本著色 | 1幅            | 116.5x50.9       | ボストン美術館                         | 1778年（安永7年）      | 「法眼月岡雪鼎画之 時年六十有三」                                              | | |
| 大坂十二ヶ月風俗図屏風           | 絹本著色 | 六曲一双押絵貼 | 114.6x42.8（各） | 大阪歴史博物館                         | 1778-79年（安永7-8年） | 「法眼月岡雪鼎作／時年六十有三」（右隻第1扇）・「法眼月岡雪鼎作」（左隻第6扇） | 関防印「図不食先哲糟粕」朱文長方印（右隻第1扇）・｢姓源氏木田名昌信字大溪号雪鼎別号月岡自稱信天翁｣朱文円印（各図）・朱文壺印（各図） | |
| 汐汲み図                         | 絹本著色 | 1幅            | 94.7x37.5        | ボストン美術館                         | 1781年（天明元年）頃   | 「法眼月岡雪鼎」                                                               | | |
| 鯉図                             | 絹本著色 | 1幅            |                  | 豊中市教育委員会（服部天満宮文庫旧蔵） | 1782年（天明2年）      | 「法眼月岡雪鼎作 時年六十六」                                                  | | 外山光實賛。軸裏に水走嘉言の墨書により、鴻池家の家督相続にあたって、本図を祝いの品として贈る旨が記されている。またボストン美術館所蔵の「鯉図」も同様の画風で、水走嘉言による軸裏墨書があることから本図と対幅だったと確認できる。 |
| 拳遊び図                         | 絹本著色 | 1幅            | 大幅             | 個人（千葉市美術館寄託）               | 1782年（天明2年）      | 「法眼月岡雪鼎六十六由人應需戯画」                                             | ｢姓源氏木田名昌信字大溪号雪鼎別号月岡自稱信天翁｣朱文円印                                                                            | |
| Courtesans of the Three Capitals | 絹本著色 | 1幅            | 105.7x43.5       | フリーア美術館                         | 1783年（天明3年）      | 「法眼月岡雪鼎寫 時年六十七」                                                  | | |
| 歌妓・遊女・仲居                 | 絹本著色 | 3幅対          |                  |                                        | 1783年（天明3年）      | 「遊女」に「法眼月岡雪鼎應需冩時六十七」                                       | 各図に「清如玉壷沐」鼎形朱文印 | 「歌妓」右幅、「遊女」中幅、「仲居」左幅。那須ロイヤル美術館（小針コレクション）旧蔵 |
| 唐子遊図屏風                     | 紙本著色 | 六曲一双押絵貼 |                  | 個人                                   | 1782-83年（天明2-3年） |                                                                                | | |
| 娘人形使い図                     | 紙本著色 | 1幅            | 184.7x42.5       | フリーア美術館                         | 法眼期                 | 「法眼月岡雪鼎戯画」                                                           | | |
| 春宵秘戯図画帖                   | 絹本著色 | 全12図         |                  | ミカエル・フォーニツコレクション       | 天明中期               | 無                                                                             | 無 | 春画。無款だが、質の高さや作中の人物描写などから雪鼎作品に間違いない。 |
| 十二ヶ月図屏風                   | 絹本著色 | 六曲一双       |                  | 滋賀県立琵琶湖文化館                   | 法眼期                 |                                                                                | | |
| 衣通姫（そとおりひめ）図         | 絹本著色 | 1幅            | 89.2x30.1        | 東京国立博物館                         | 法眼期                 | ｢法眼月岡雪鼎｣                                                                 | ｢姓源氏木田名昌信字大溪号雪鼎別号月岡自稱信天翁｣朱文円印                                                                            | |
| 筒井筒図                         | 絹本著色 | 1幅            | 89.1x31.2        | 東京国立博物館                         | 法眼期                 | ｢法眼月岡雪鼎｣                                                                 | ｢姓源氏木田名昌信字大溪号雪鼎別号月岡自稱信天翁｣朱文円印                                                                            | |
| 小松引図・重陽図・端午図         | 絹本著色 | 3幅            | 89.6x34.3（各）  | 敦賀市立博物館                         | 法眼期                 | ｢法眼月岡雪鼎｣                                                                 | ｢姓源氏木田名昌信字大溪号雪鼎別号月岡自稱信天翁｣朱文円印                                                                            | |
| 西王母図                         | 絹本著色 | 1幅            | 99.8x33.5        | 熊本県立美術館（今西コレクション）     | 法眼期                 | 「法眼月岡雪鼎圖」                                                             | 「海内独歩」白文楕円印・「姓源氏木田名昌信字大渓号雪鼎別号月岡自稱信天翁」朱文円印                                                  | |
| 菊慈童図                         | 絹本著色 | 1幅            | 97.1x37.5        | 熊本県立美術館（今西コレクション）     | 法眼期                 | 「法眼月岡雪鼎」                                                               | 「姓源氏木田名昌信字大渓号雪鼎別号月岡自稱信天翁」朱文円印                                                                          | 片山北海の賛あり |
| 月次花鳥風俗押絵張屏風           | 絹本著色 | 六曲一隻       | 123.8x50.7（各） | ボストン美術館                         | 法眼期                 |                                                                                | | |
| 鮎図                             | 絹本著色 | 1幅            |                  | 大阪大学文学部                         | 法眼期                 | 「法眼月岡雪鼎」                                                               | 「坤厚」朱文方印・「昌信」白文方印                                                                                                  | 奥田元継後賛。 |
| 鯉図                             | 板絵著色 | 絵馬1面        |                  | 尼崎市・久々知須佐男神社               | 法眼期                 |                                                                                | | |
| 遊女立姿図                       | 絹本著色 |                |                  | 浮世絵太田記念美術館                   | 法眼期                 |                                                                                | | |
| 髪すき図                         | 絹本著色 |                |                  | 浮世絵太田記念美術館                   | 1785-86年（天明-6年）  | 「法眼信天七十翁應需戯筆」                                                     | 「坤厚」朱文方印・「昌信」白文方印                                                                                                  | |
| 矢をさす美人                     | 絹本著色 | 1幅            |                  |                                        | 法眼期                 | 「法眼月岡雪鼎画」                                                             | 白文方印 | 那須ロイヤル美術館（小針コレクション）旧蔵 |
| Erotic Scenes                    | 紙本著色 | 1巻12図        | 16.9x831.4       | ミネアポリス美術館                     |                        |                                                                                | | 春画 |

以上は、山本ゆかり「月岡雪鼎肉筆画一覧（未定稿）」『上方風俗画の研究 ─西岡祐信・月岡雪鼎を中心に─』（pp. 267–273）等を元に追記作成。

### 著書
- 『金玉画府』6冊　※明和7年（1770年）編纂、翌年刊行。絵手本、奥田元継序文。